# We live by the machines
We live by the machines is een studioalbum van Create bestaande uit alleen Steve Humphries. Humphries wilde een album maken voordat zijn dochter geboren werd en slaagde daar bijna in. De rechthebbenden van de film The Terminator protesteerden tegen het gebruik van gesprekssamples in zijn originele opnamen van de titeltrack. Het nummer moest daarom opnieuw opgenomen worden (mei 2010). De originele opnamen vonden plaats in de Skylight Studio in mei 2009. Thema van het album is de toenemende industrialisatie met haar negatieve gevolgen, maar tegelijkertijd de constatering dat we ook niet zonder kunnen, speciaal Create zelf, die allerlei elektronische apparatuur gebruikt om zijn muziek te maken.

## Musici
- Steve Humphries – toetsinstrumenten, elektronica.

## Muziek
| Nr. | Titel                     | Duur  |
| --- | ------------------------- | ----- |
| 1.  | portal                    | 23:04 |
| 2.  | we live by the machines   | 6:46  |
| 3.  | fanfare of dreams         | 9:50  |
| 4.  | somewhere in the distance | 5:18  |
| 5.  | running out of time       | 8:08  |
| 6.  | search and rescue         | 21:54 |